# Euploea addenda
Euploea addenda är en fjärilsart som beskrevs av Abel Dufrane 1948. Euploea addenda ingår i släktet Euploea och familjen praktfjärilar. Inga underarter finns listade i Catalogue of Life.